# ایلیوشین ایل-۱
ایلیوشین-۱ (به انگلیسی: Ilyushin Il-1) یک جنگنده تک سرنشین ساختِ دفتر طراحی ایلیوشین بود که در سال ۱۹۴۳ به عنوان یک جنگنده زرهی سطح پایین و متوسط برای مقابله با رقبای جدید آلمانی همچون ب اف ۱۰۹ و فوکه-وولف ۱۹۰ طراحی شد و یک سال بعد برای نخستین بار به پرواز درآمد. پیش از آن که ساخت ایل-۱ به پایان برسد، شوروی برتری هوایی را مقابل دشمن به دست آورده بود و به همین همین جهت این هواپیما وارد خط تولید انبوه نشد. در ادامه هواگرد موفق ایلیوشین ایل-۱۰ به صورت دو سرنشین بر پایه ایل-۱ پدید آمد.

## طراحی و توسعه
در سال ۱۹۴۳ سرگئی ایلیوشین، طراح ارشد دفتر طراحی ایلیوشین کار بر روی جنگده زرهی جدیدی را در دو نسخه تک سرنشین و دو سرنشین آغاز کرد که عنوان ایل-۱ بر آن نهاده شد. طراحی ایل-۱ مشابه ایل-۲ اما مدرن تر و جمع و جورتر از آن بود و از موتور جدید AM-42 بهره می‌برد. در ایل-۱ از پوسته یکسانی همچون ایل-۲ برای محافظت از موتور و خلبان استفاده گردید و برای افزایش محافظت خنک‌کننده روغن و رادیاتور به درون پوسته منتقل شدندو اگزوزها نیز داخل محفظه زرهی زیر بال‌ها قرار گرفتند. اَرّاده‌های فرود رو به عقب جمع شده و چرخ‌ها به صورت افقی درون بال‌ها قرار می‌گرفت. ۲ توپ خودکار ۲۳ میلی‌متر در بال‌ها و بمب‌های ۲۰۰ کیلوگرمی هم به عنوان تسلیحات تهاجمی به کار برده شد. جایگاهی نیز در انتهای بدنه برای ۱۰ نارنجک هوایی برای مقابله‌ها تعقیب کنندگان قرار گرفته بود.
ایل-۱ نخستین پرواز خود را در ۱۹ مه سال ۱۹۴۴ انجام داد و در طی مراحل آزمایش به حداکثر سرعت ۵۸۰ کیلومتر بر ساعت نیز رسید که کمتر از جنگنده‌های پیشین ساخت شوروی بود به همین جهت ایلیوشین تصمیم گرفت آن به ارتش معرفی نکند.
از همان ابتدا ایلیوشین تصمیم داشت از نسخه دو سرنشین ایل-۱ به عنوان هواگرد تهاجمی استفاده کند که از آوریل ۱۹۴۴ به آن ایل-۱۰ اطلاق شد.

## مشخصات فنی

### مشخصات عمومی
- خدمه: ۱ نفر
- طول: ۱۱٫۱۲ متر
- طول بال: ۱۳٫۴ متر
- ارتفاع: ۴٫۰۸ متر
- مساحت بال: ۳۰ متر مربع
- وزن خالی: ۴۲۸۵ کیلوگرم
- وزن خالص: ۵۳۲۰ کیلوگرم
- نیرومحرکه: یک موتور پیستونی ۱۲ سیلندر Mikulin AM-42 خنک شونده با مایعات: ۱۹۷۰ اسب بخار

### عملکرد
- حداکثر سرعت: ۵۸۰ کیلومتر بر ساعت در ۳۲۶۰ متری
- برد: ۱۰۰۰ کیلومتر
- حداکثر ارتفاع: ۸۶۰۰ متر
- سرعت صعود: ۱۰۰۰ متری در ۱٫۶ دقیقه

### تسلیحات
- دو توپ خودکار VYa-23 با کالیبر ۲۳ میلی‌متر
- بمب‌های ۲۰۰ کیلوگرمی و محفظه ای برای ۱۰ نارجک هوایی